# Namentenga
Namentenga is een van de 45 provincies van Burkina Faso. De hoofdstad is Boulsa.

## Geografie
Namentenga heeft een oppervlakte van 6.464 km² en ligt in de regio Centre-Nord.
De provincie is onderverdeeld in 6 departementen: Boulsa, Bouroum, D'Argo, Tougouri, Yalgo en Zeguedeguin.

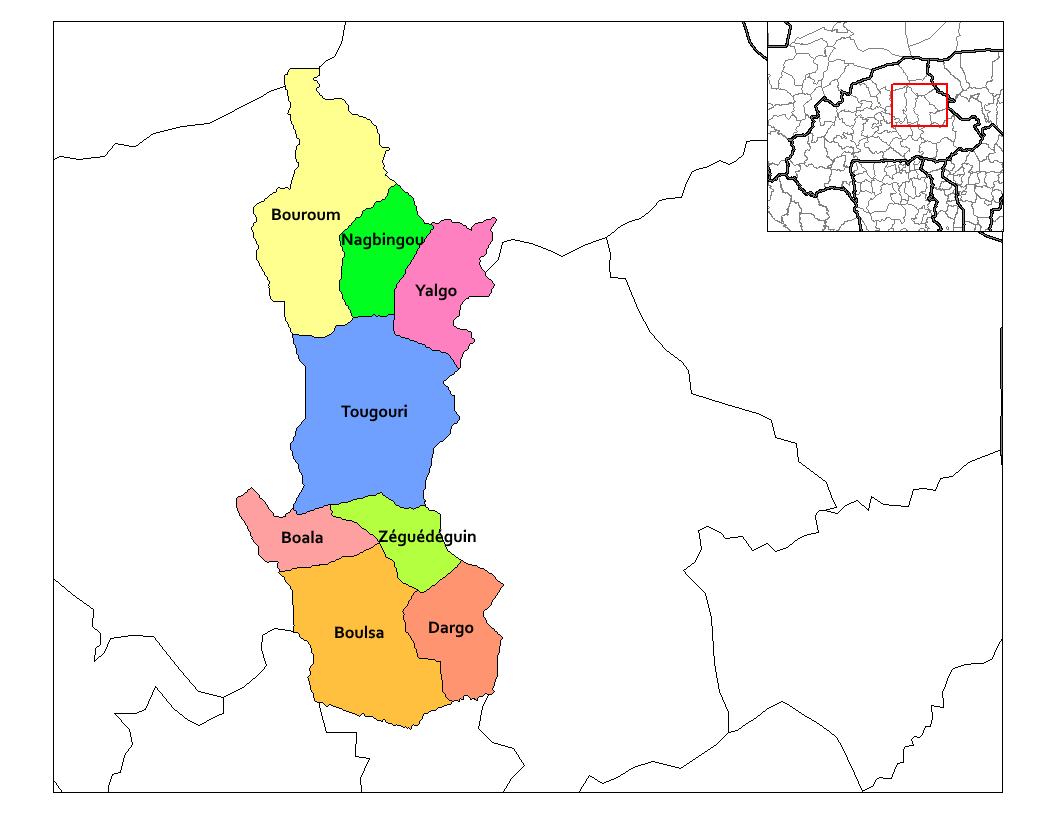
Departementen van Namentenga

## Bevolking
In 1996 leefden er 252.738 mensen in de provincie. In 2019 waren dat er naar schatting 512.000.
Balé · Bam · Banwa · Bazéga · Bougouriba · Boulgou · Boulkiemdé · Comoé · Ganzourgou · Gnagna · Gourma · Houet · Ioba · Kadiogo · Kénédougou · Komondjari · Kompienga · Kossi · Koulpélogo · Kouritenga · Kourwéogo · Léraba · Loroum · Mouhoun · Nahouri · Namentenga · Nayala · Noumbiel · Oubritenga · Oudalan · Passoré · Poni · Sanguié · Sanmatenga · Séno · Sissili · Soum · Sourou · Tapoa · Tuy · Yagha · Yatenga · Ziro · Zondoma · Zoundwéogo